# Kurt Hartz
Kurt Hartz (* 21. Oktober 1935 in Niederwürzbach; † 24. September 2014 in Blieskastel) war ein deutscher Politiker (SPD).

## Leben
Von 1964 bis 1974 war er Bürgermeister der saarländischen Gemeinde Niederwürzbach, und von 1980 bis 1999 gehörte er dem Landtag des Saarlandes an. Er war außerdem gewerkschaftlich engagiert und war bei der IG Metall als Gewerkschaftssekretär beschäftigt. Als 1. Bevollmächtigter (Geschäftsführer) leitete er die Verwaltungsstelle Völklingen von 1969 bis 2000.
Als Bevollmächtigter der IG Metall und SPD-Landtagsabgeordneter setzte er sich insbesondere für den Erhalt der Arbeitsplätze in der Stahlindustrie im Saarland ein.
Kurt Hartz’ Brüder sind der frühere VW-Personalvorstand Peter Hartz (* 1941), nach dem das Hartz-Konzept zur Arbeitsmarktreform benannt wurde, und Rudi Hartz (* 1940, † 2016). Im Jahr 2000 wurde er mit dem Verdienstorden des Saarlandes ausgezeichnet. Sein Nachlass ist im Dokumentationszentrum der Arbeitskammer des Saarlandes überliefert.